# Marc Dantin
Pour les articles homonymes, voir Dantin.
Pas d'image ? Cliquez ici

a Compétitions nationales et continentales officielles uniquement.

Dernière mise à jour le 22 août 2012.
Marc Dantin, 13 avril 1971 à Tarbes, est un joueur de rugby à XV évoluant au poste de demi de mêlée et reconverti entraîneur.

## Biographie
Originaire de Maubourguet, il porte les couleurs de son patelin jusqu’en minime 2e année, avant de migrer du côté du mythique voisin, le Stadoceste tarbais. En senior, ce pur demi de mêlée bifurquera ensuite par Saint-Gaudens, deux saisons, puis Blagnac. À 32 ans, une grosse blessure au genou l’éloigne définitivement des terrains.
Marc Dantin entraîne le CA Lannemezan de 2005 à 2010. Lorsqu'il prend son poste, le club joue alors en Fédérale 1. Il obtient la montée en Pro D2 dès sa première saison mais il n'arrive pas à y maintenir le club lannemezanais qui redescend dès la saison suivante. 
Il quitte alors son poste et s'engage avec le CA Périgueux qui joue lui aussi en Fédérale 1. Il connaît alors le même parcours avec une montée en Pro D2 dès la première saison et un relégation à l'échelon inférieur la saison suivante. 
Il devient, associé à Stéphane Prosper, le manager et l'entraîneur des avants du Stade montois qui vient d'obtenir sa montée en Top 14 pour la saison 2012-2013. Seulement cinq mois après son arrivée au club, il est écarté de son poste de manager-entraîneur à la suite d'un début de saison difficile (11 défaites en 12 matchs), il est remplacé par Scott Murray.
Il est l'entraîneur général du Tarbes Pyrénées Rugby durant la saison 2016-2017.
De juillet 2017 à février 2019, il est entraîneur des avants du Colomiers rugby date à laquelle il est évincé.